# Боруцин (Великопольське воєводство)
Боруцин (пол. Borucin, нім. Borutschin) — село в Польщі, у гміні Плешев Плешевського повіту Великопольського воєводства.
Населення — 169 осіб (2011).
У 1975-1998 роках село належало до Каліського воєводства.

## Демографія
Демографічна структура станом на 31 березня 2011 року:
|          | Загалом | Допрацездатний вік | Працездатний вік | Постпрацездатний вік |
| -------- | ------- | ------------------ | ---------------- | -------------------- |
| Чоловіки | 90      | 21                 | 64               | 5                    |
| Жінки    | 79      | 18                 | 47               | 14                   |
| Разом    | 169     | 39                 | 111              | 19                   |